# Willy Witte

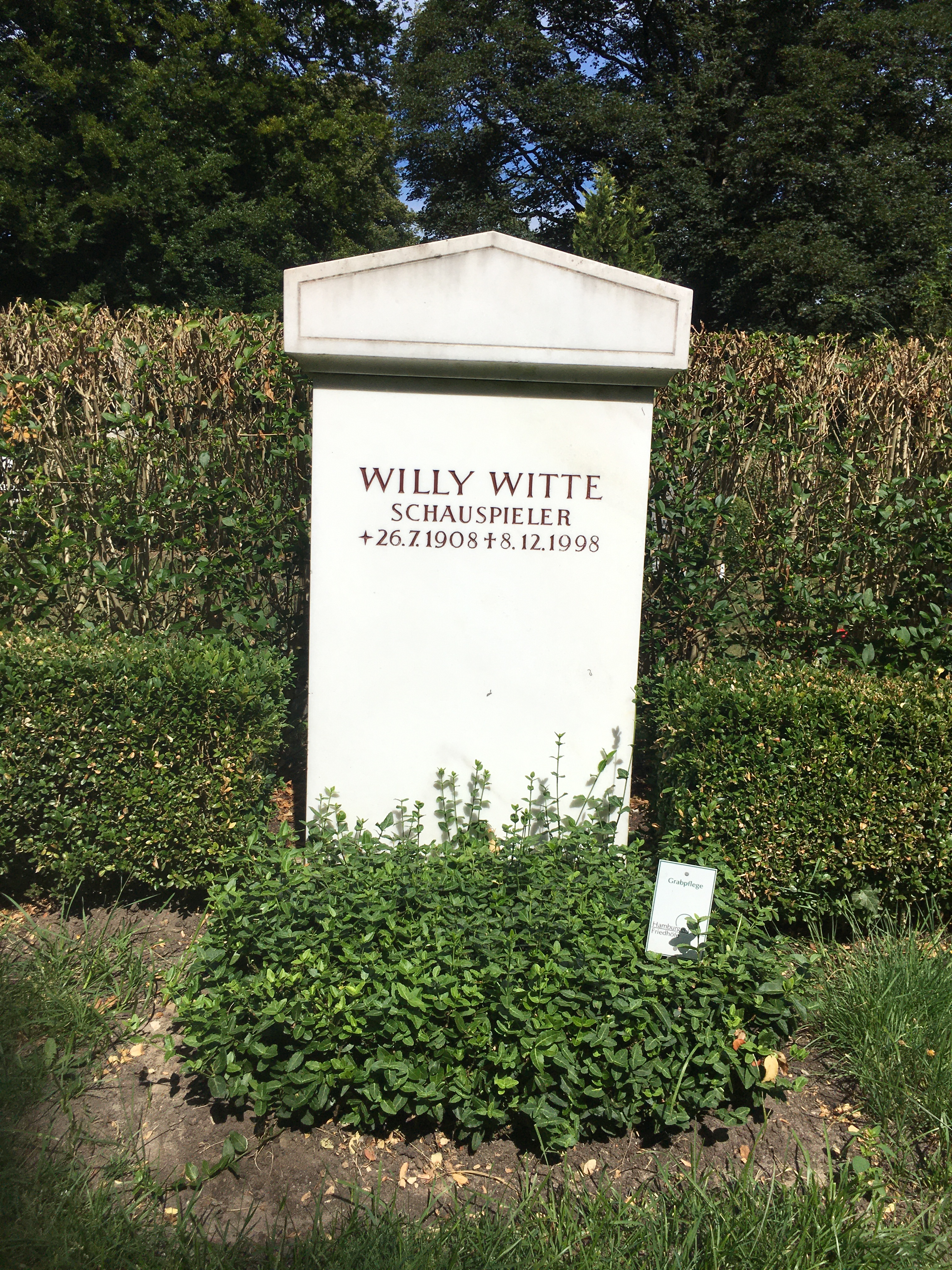
Grabstätte Willy Witte auf dem Friedhof Ohlsdorf

Willy Witte (* 26. Juli 1908 in Braunschweig; † 8. Dezember 1998 in Hamburg) war ein deutscher Schauspieler.

## Biografie
Im Alter von sieben Jahren erhielt Witte eine erste Statistenrolle in Braunschweig. Nach dem Schulabschluss absolvierte er eine Schauspielausbildung und fand in Hamburg eine künstlerische Heimat. Dort spielte er u. a. am Operettenhaus, machte sich aber auch als Volksschauspieler am St. Pauli-Theater einen Namen.
Eine langjährige Freundschaft verband Witte mit Richard Tauber, den er 1933 durch Bestechung der deutschen Zöllner in die Niederlande holte.
1937 gab Witte zudem in der Komödie Fünf Millionen suchen einen Erben sein Spielfilmdebüt. Er spielte in den Folgejahren in leichter Unterhaltung wie Der Florentiner Hut (mit Heinz Rühmann), Frauen sind doch bessere Diplomaten, Wir tanzen um die Welt, Gastspiel im Paradies, Paradies der Junggesellen, Opernball, Kriminalfilmen wie Kriminalkommissar Eyck und Falschmünzer, Abenteuerfilmen wie Alarm auf Station III, Historiendramen wie Der große König, aber auch in tendenziösen Kriegsfilmen wie Stukas und … reitet für Deutschland. Zu seinen wenigen Nachkriegsproduktionen zählen der Musikfilm Die Dritte von rechts sowie Schloß Gripsholm nach Kurt Tucholsky.
Im Fernsehen nahm er ab den 1950er-Jahren verschiedene Gastspiele in Serien und Filmreihen wie Stahlnetz, Tatort, Sonderdezernat K1, Percy Stuart und Großstadtrevier an.
Außerdem arbeitete Witte als Sprecher für Hörfunk (u. a. Die Stunde des Huflattichs, NDR 1980) und Kinderhörspiele (u. a. Der Schut) und lieh als Synchronsprecher seine Stimme verschiedenen deutschsprachigen Fassungen US-amerikanischer Filmproduktionen (u. a. für Eugene Deckers in Nacht ohne Sterne).
Willy Witte starb im Alter von 90 Jahren. Er wurde auf dem Ohlsdorfer Friedhof zu Grabe getragen. Das Grab befindet sich im Planquadrat H 13.

## Filmografie (Auswahl)
- 1937: Fünf Millionen suchen einen Erben
- 1938: Pour le Mérite
- 1938: Gastspiel im Paradies
- 1938: Eine Nacht im Mai
- 1939: Wir tanzen um die Welt
- 1939: Weißer Flieder
- 1939: Heimatland
- 1939: Polterabend
- 1939: Paradies der Junggesellen
- 1939: Opernball
- 1939: Hurra! Ich bin Papa!
- 1939: Die fremde Frau
- 1939: Der Florentiner Hut
- 1939: Drei Väter um Anna
- 1939: Alarm auf Station III
- 1939/41: Frauen sind doch bessere Diplomaten
- 1940: Mädchen im Vorzimmer
- 1940: Kriminalkommissar Eyck
- 1940: Falschmünzer
- 1940: Bismarck
- 1940: Kora Terry
- 1940: Die unvollkommene Liebe
- 1940/42: Der große König
- 1940: Achtung! Feind hört mit!
- 1941: … reitet für Deutschland
- 1941: Leichte Muse
- 1941: Stukas
- 1941: Illusion
- 1942: Hände hoch!
- 1942: Hab mich lieb!
- 1943: Ich vertraue Dir meine Frau an
- 1950: Die Dritte von rechts
- 1950: Des Lebens Überfluss
- 1954: Tanz in der Sonne
- 1958: Das Geld, das auf der Straße liegt
- 1958: Stahlnetz: Die blaue Mütze
- 1959: Der Andere (Durbridge-Mehrteiler)
- 1959: Stahlnetz: Das Alibi
- 1959: Stahlnetz: Aktenzeichen: Welcker u. a. wegen Mordes
- 1960: Stahlnetz: Die Zeugin im grünen Rock
- 1963: Schloß Gripsholm
- 1963: Hafenpolizei – Der chinesische Koch
- 1964: Stahlnetz: Rehe
- 1964: Stahlnetz: Strandkorb 421
- 1964: Hafenpolizei – Die Dame aus Hongkong
- 1966: Hafenpolizei – Schlangenjagd
- 1968: Stahlnetz: Ein Toter zuviel
- 1969: Polizeifunk ruft – Tanzende Töchter
- 1970: Dem Täter auf der Spur (TV-Serie) – Frau gesucht
- 1970: Dem Täter auf der Spur – Puppen reden nicht
- 1972: Tatort – Strandgut
- 1972: Sonderdezernat K1 (TV-Serie) – Vier Schüsse auf den Mörder
- 1973: Dem Täter auf der Spur – Blinder Hass
- 1980: Tatort – Streifschuß
- 1982: Tatort – Trimmel und Isolde